# 최종우
최종우(1997년 2월 17일~)는 대한민국의 배드민턴 선수이다. 2013년 세계 대학 선수권 대회 혼성 단체전에서 금메달, 남자 복식에 동메달을 획득했으며, 2015년 아시아 주니어 선수권 대회 혼성 단체전과 혼성 복식에서 은메달을 획득했다.